# 1903 في أستراليا
فيما يلي قوائم الأحداث التي وقعت خلال عام 1903 في أستراليا.

## سياسة

### تعيين في المنصب
- 21 يناير – روبرت ريد عضو مجلس الشيوخ الأسترالي [الإنجليزية]‏.
- 2 أبريل – تشارلز ستيوارت عضو مجلس نواب تسمانيا ‏.
- 2 أبريل – جورج بورنس عضو مجلس نواب تسمانيا ‏.
- 2 أبريل – جيمس لونغ عضو مجلس نواب تسمانيا ‏.
- 2 أبريل – فرانك بوند عضو مجلس نواب تسمانيا ‏.
- 2 أبريل – هربرت باين عضو مجلس نواب تسمانيا ‏.
- 20 مايو – هنري سوندرز عضو مجلس الشيوخ الأسترالي [الإنجليزية]‏.
- 4 سبتمبر – جورج ريد عضو مجلس النواب الأسترالي ‏.
- 17 سبتمبر – آرثر مورغان Premier of Queensland [الإنجليزية]‏.
- 24 سبتمبر – ألفرد ديكين رئيس وزراء أستراليا.
- 5 أكتوبر – إدموند بارتون قاضي المحكمة العليا لأستراليا ‏.
- 16 ديسمبر – آرثر روبنسون عضو مجلس النواب الأسترالي ‏.
- 16 ديسمبر – أليوت جونسون عضو مجلس النواب الأسترالي ‏.
- 16 ديسمبر – إدموند لونسديل عضو مجلس النواب الأسترالي ‏.
- 16 ديسمبر – بادي غلين عضو مجلس النواب الأسترالي ‏.
- 16 ديسمبر – تشارلز كينغستون عضو مجلس النواب الأسترالي ‏.
- 16 ديسمبر – جيمس غيب عضو مجلس النواب الأسترالي ‏.
- 16 ديسمبر – ديفيد تومسون عضو مجلس النواب الأسترالي ‏.
- 16 ديسمبر – روبرت بلاكوود عضو مجلس النواب الأسترالي ‏.
- 16 ديسمبر – فيلي كيلي عضو مجلس النواب الأسترالي ‏.
- 16 ديسمبر – كينغ أومالي عضو مجلس النواب الأسترالي ‏.
- 16 ديسمبر – لي باتشيلور عضو مجلس النواب الأسترالي ‏.
- 16 ديسمبر – هنري لي عضو مجلس النواب الأسترالي ‏.

### انتهاء فترة المنصب
- 9 يناير – جون أدريان لويس هوب الحاكم العام لأستراليا.
- 3 فبراير – روبرت ريد عضو المجلس التشريعي الفيكتوري ‏،عضو مجلس الشيوخ الأسترالي [الإنجليزية]‏.
- 1 أبريل – تشارلز هال عضو مجلس نواب تسمانيا ‏.
- 17 أبريل – نورمان إيوينغ عضو مجلس الشيوخ الأسترالي [الإنجليزية]‏.
- 18 أغسطس – جورج ريد عضو مجلس النواب الأسترالي ‏.
- 24 سبتمبر – ألفرد ديكين المدعي العالم لأستراليا [الإنجليزية]‏.
- 24 سبتمبر – إدموند بارتون وزير الخارجية [الإنجليزية]‏، رئيس وزراء أستراليا،عضو مجلس النواب الأسترالي ‏.
- 27 سبتمبر – ريتشارد أوكونور عضو مجلس الشيوخ الأسترالي [الإنجليزية]‏.
- 6 أكتوبر – جون فيرغسون عضو مجلس الشيوخ الأسترالي [الإنجليزية]‏.
- 1 نوفمبر – هنري وليامز عضو الجمعية التشريعية  في فيكتوريا ‏.
- 13 نوفمبر – جون موراي Member of the Queensland Legislative Council ‏.
- 23 نوفمبر – صموئيل كوكي عضو مجلس النواب الأسترالي ‏.
- 6 ديسمبر – إلياس سولومون عضو مجلس النواب الأسترالي ‏.
- 16 ديسمبر – بادي غلين عضو مجلس النواب الأسترالي ‏.
- 16 ديسمبر – تشارلز كينغستون عضو مجلس النواب الأسترالي ‏.
- 16 ديسمبر – فرنسيس كلارك عضو مجلس النواب الأسترالي ‏.
- 16 ديسمبر – كينغ أومالي عضو مجلس النواب الأسترالي ‏.
- 16 ديسمبر – لي باتشيلور عضو مجلس النواب الأسترالي ‏.
- 16 ديسمبر – نورمان كاميرون عضو مجلس النواب الأسترالي ‏.
- 31 ديسمبر – جون باريت عضو مجلس الشيوخ الأسترالي [الإنجليزية]‏.
- 31 ديسمبر – ديفيد تشارلستون عضو مجلس الشيوخ الأسترالي [الإنجليزية]‏.
- 31 ديسمبر – سيريل كاميرون عضو مجلس الشيوخ الأسترالي [الإنجليزية]‏.
- 31 ديسمبر – هنري سوندرز عضو مجلس الشيوخ الأسترالي [الإنجليزية]‏.

## مواليد

### يناير
- 1 يناير – آرثر أفليك
- 1 يناير – آرثر توبي لاعب رغبي أسترالي.
- 1 يناير – دورا بيرتليس كاتبة أسترالية.
- 1 يناير – فرنسيس ماثيو جون بيكر سياسي أسترالي.
- 1 يناير – فريدريك وود مؤرخ نيوزيلندي.
- 1 يناير – كارل إغن لاعب دوري رغبي أسترالي.
- 20 يناير – ريج بولارد
- 22 يناير – برترام بالارد دبلوماسي أسترالي.
- 27 يناير – جون إيكلس

### فبراير
- 4 فبراير – نورمان فلمنج
- 15 فبراير – فيرا باك
- 17 فبراير – ليستر براين طيار أسترالي.
- 24 فبراير – تومي كوريغان لاعب كرة قدم أسترالية أسترالي.

### مارس
- 2 مارس – هربرت غامبل لاعب كركيت أسترالي.
- 8 مارس – هارولد أوستين لاعب كركيت أسترالي.
- 20 مارس – سيدني وارد سياسي أسترالي.

### أبريل
- 3 أبريل – باول ماغواير دبلوماسي أسترالي.
- 7 أبريل – دونالد براينت جندي أسترالي.
- 15 أبريل – ويليام بيترز سياسي أسترالي.
- 21 أبريل – جورج وير سياسي أسترالي.
- 22 أبريل – دافني أخورست لاعبة كرة مضرب أسترالية.
- 23 أبريل – جان أرنوت أمينة مكتبة أسترالية.

### مايو
- 2 مايو – فرانك باودن فيزيائي أسترالي.
- 16 مايو – نورمان باريت

### يونيو
- 13 يونيو – جون فنسنت باري
- 23 يونيو – جون غوغ ملحن أسترالي.
- 26 يونيو – تشارلز غريفيثز سياسي أسترالي.

### يوليو
- 18 يوليو – كلير ستيفنسون
- 22 يوليو – بيتي رولاند

### أغسطس
- 8 أغسطس – سبينس باول سياسي أسترالي.
- 18 أغسطس – ليزلي جوزيف هووكر رائد أعمال أسترالي.
- 24 أغسطس – برنارد كروفت لاعب رغبي أسترالي.
- 29 أغسطس – غيلبرت شاندلير سياسي أسترالي.

### سبتمبر
- 1 سبتمبر – ليو غوغ لاعب كرة قدم أسترالي.
- 11 سبتمبر – كام غوردون لاعب رغبي أسترالي.
- 13 سبتمبر – توم أرمسترونغ سياسي أسترالي.
- 23 سبتمبر – ألان فيليرز كاتب أسترالي.

### أكتوبر
- 2 أكتوبر – جورج غراي سياسي أسترالي.
- 3 أكتوبر – جاك ماكديارميد لاعب كرة قدم أسترالي.
- 12 أكتوبر – جيم هاريسون سياسي أسترالي.
- 22 أكتوبر – كينيث موريس سياسي أسترالي.
- 31 أكتوبر – يان سميث لاعب اتحاد رغبي أسترالي.

### نوفمبر
- 12 نوفمبر – لوري ويلكينسون سياسي أسترالي.
- 12 نوفمبر – هربرت ميتلاند
- 25 نوفمبر – آرثر روبرت هوغ عالم فلك أسترالي.

### ديسمبر
- 3 ديسمبر – ماري بيل
- 10 ديسمبر – فيكتور كيارني سياسي أسترالي.
- 25 ديسمبر – آرثر فينلاي لاعب رغبي أسترالي.

## وفيات

### يناير
- 9 يناير – تشارلز ستون (مواليد 1866)

### يونيو
- 15 يونيو – جوزيف أبوت (مواليد 1843) سياسي أسترالي.

### يوليو
- 10 يوليو – ويليام ريتشاردسون (مواليد 1880) لاعب كرة قدم أسترالي.
- 26 يوليو – جون آرثر اندروز (مواليد 1865) صحفي أسترالي.

### أغسطس
- 15 أغسطس – ويليام باراك (مواليد 1824) رسام أسترالي.